# Cyanaat

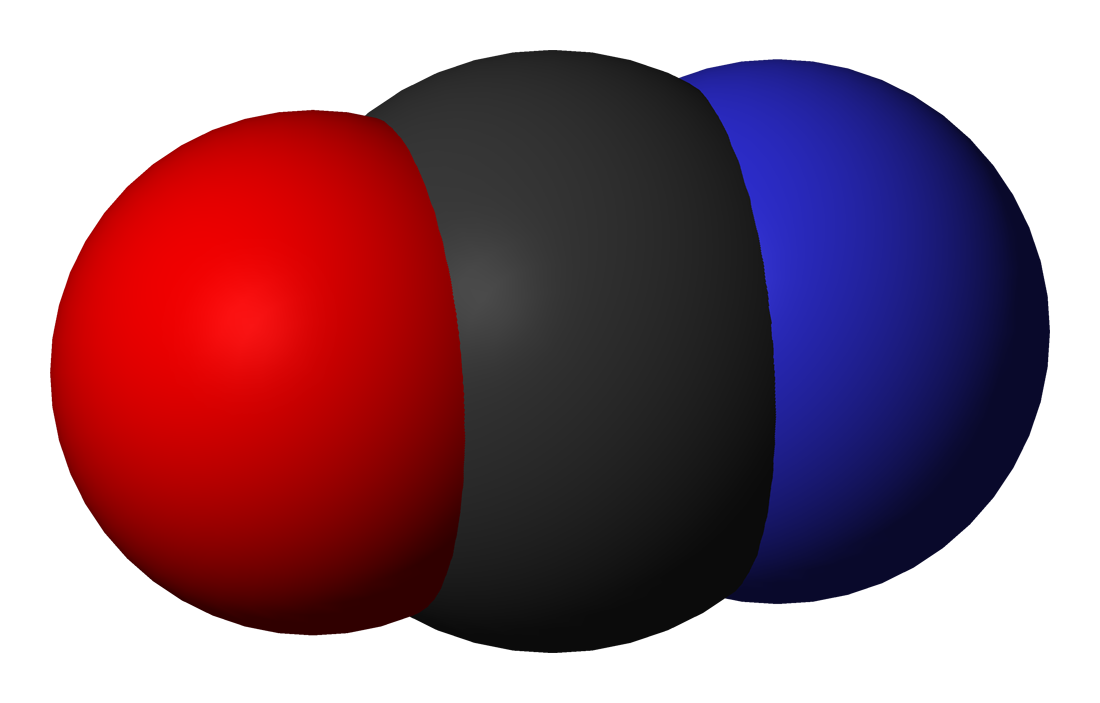
Molecuulmodel van het cyanaation

Het cyanaation (OCN−) is een anion bestaande uit een zuurstofatoom, een koolstofatoom en een stikstofatoom, en is 1 keer negatief geladen. De moleculaire massa bedraagt 42,0171 g/mol. Cyanaat is de zuurrest van het onstabiele anorganisch zuur cyaanzuur.
In de organische chemie is het ook een functionele groep. De structuurformule van cyanaat ziet er als volgt uit:

## Trivia
Het bekendste cyanaat is ammoniumcyanaat, dat vooral door de ontdekking van zijn isomerisatie naar ureum (voor het eerst uitgevoerd in 1828) aan de basis ligt van de synthetische organische chemie.